# Chemnitz (fiume)
La Chemnitz è un fiume della Germania, il cui corso si sviluppa interamente in Sassonia, attraversando l'omonima città di Chemnitz e il circondario della Sassonia Centrale.

## Nome
Il nome del fiume deriva dalla parola soraba Kamenica, che vuol dire letteralmente "ruscello di pietra".

## Percorso

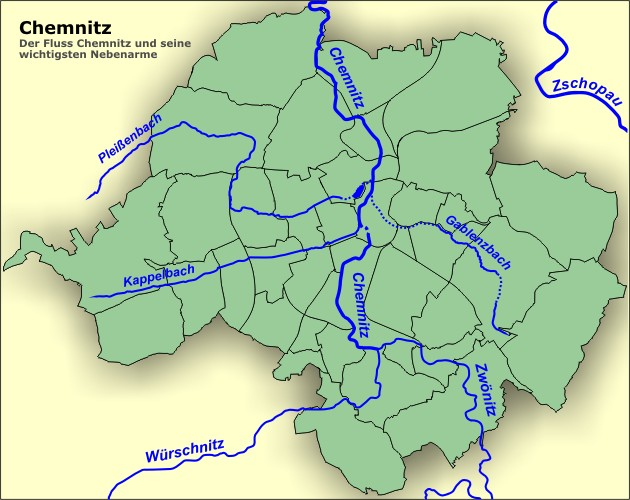
Il percorso della Chemnitz con i suoi affluenti all'interno dei confini della città di Chemnitz

La Chemnitz nasce alla confluenza tra la Würschnitz e la Zwönitz nella parte meridionale della città di Chemnitz, che prende il proprio nome dal fiume stesso. Il corso d'acqua procede quindi verso nord, affiancando il tratto finale urbano della Bundesstraße 95 e attraversando il centro cittadino; prosegue quindi sempre verso nord accompagnato dalla Bundesstraße 107 fino a Taura, piegando quindi leggermente verso ovest ed essendo seguito dalla Staatsstraße 240. La Chemnitz arriva infine a confluire nella Zwickauer Mulde, nei pressi del confine tra Lunzenau e Wechselburg, dopo i suoi 37 km di percorso.
Lungo il suo percorso la Chemnitz ha diversi confluenti, sia esterni che sotterranei. In particolare, all'interno dell'area cittadina di Chemnitz in esso confluiscono il Kappelbach, il Pleißenbach e il Bahrebach (esterni) e il Bernsbach e il Gablenzbach (sotterranei); nel resto del suo corso vi si riversano invece il Glösbach, il Wittgensdorfer Bach, il Auerswalder Bach, lo Holzbach, il Röllingshainer Bach, il Voselsbach, il Mohsbach, il Pfaffenschluchtbach, il Kalte Bach e il Wiederbach.